# Trachipterus altivelis
Trachipterus altivelis är en fiskart som beskrevs av Kner, 1859. Trachipterus altivelis ingår i släktet Trachipterus och familjen vågmärsfiskar. Inga underarter finns listade i Catalogue of Life.